# Lovac tenkova
Lovac tenkova ili samohodni protutenkovski top je vrsta borbenog oklopnog vozila kojem je primarna zadaća uništavanje tenkova i drugih oklopih vozila. Najčešće su lakše oklopljeni i pokretljiviji od tenkova, ali s velikom vatrenom moći. Bili su veoma često naoružanje oklopnih postrojba tijekom Drugog svjetskog rata.
Lovci tenkova mogu se pokretati na gusjenicama ili kotačima. Kao naoružanje mogu koristiti top (s ili bez kupole), raketne lansere ili oboje (i top i lanser). Kako bi se povećala učinkovitost topa, rabe se vođene rakete koje cilj napadaju odozgo, što je vrlo djelotvorno kod tenkova zbog tanjeg oklopa na krovu kupole.
Najteži lovac tenkova je bio njemački Jagdtiger, koji je ujedno i najteže oklopno vozilo korišteno tijekom Drugog svjetskog rata.

## Primjeri
- SK 105 Kürassier
- ZiS-30

## Vanjske poveznice
- (en) Enciklopedija Britannica, članak "tank destroyer"